# Église Saint-Memmie de Corfélix
L'église de Corfélix, dédiée à Memmie de Châlons, est située sur la commune de Corfélix, dans le département de la Marne, en France.

## Histoire
L'église Saint-Memmie date de la fin du XIIe siècle.
Elle est classée en totalité au titre des monuments historiques par arrêté du 4 décembre 1915.

## Description
Elle possède un clocher-tour carré et une rose des vents franc-maçonne.

## Mobilier
La base Palissy recense sept objets protégés.